# Euphydryas chalcedona
Espèce
Euphydryas chalcedona est une espèce de Lépidoptères de la famille des Nymphalidae, de la sous-famille des Nymphalinae et du genre Euphydryas, présent dans l'ouest de l'Amérique du Nord.

## Dénomination
Euphydryas chalcedona Henry Doubleday, 1847.
Synonymes : Melitaea chalcedona (Doubleday,1847).

### Noms vernaculaires
Il se nomme en anglais Chalcedon Checkerspot.

### Sous-espèces
- Euphydryas chalcedona chalcedona

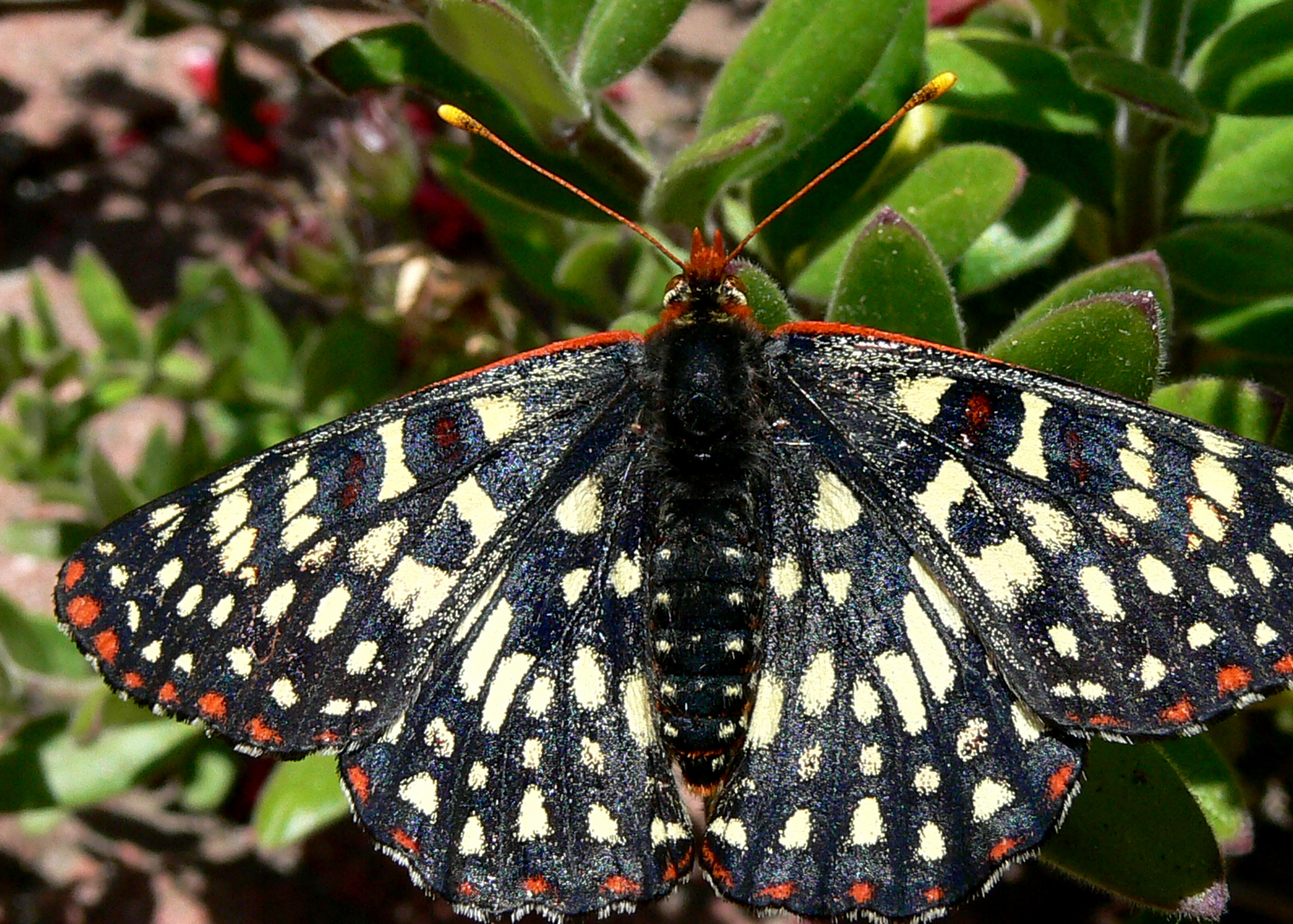
Euphydryas chalcedona

- Euphydryas chalcedona colon (Edwards, 1881) dans l'Oregon.
- Euphydryas chalcedona corralensis Emmel et Emmel, 1973)
- Euphydryas chalcedona dwinnellei H. Edwards, 1881 ;
- Euphydryas chalcedona hennei Scott, 1981 ;  en Californie.
- Euphydryas chalcedona huellemanni Comstock, 1926 ;
- Euphydryas chalcedona kingstonensis Emmel et Emmel, 1973 ;
- Euphydryas chalcedona klotsi dos Passos, 1938) en Arizona.
- Euphydryas chalcedona macglashanii Rivers, 1888 ; en Californie.
- Euphydryas chalcedona nevadensis Bauer, 1975 ;
- Euphydryas chalcedona olancha Wright, 1905 ;
- Euphydryas chalcedona paradoxa McDunnough, 1927 ;
- Euphydryas chalcedona perdiccas Edwards, 1880 ;
- Euphydryas chalcedona sierra Wright, 1905 ;
- Euphydryas chalcedona sperryi Chermock et Chermock, 1945
- Euphydryas chalcedona wallacensis Gunder, 1928[1].

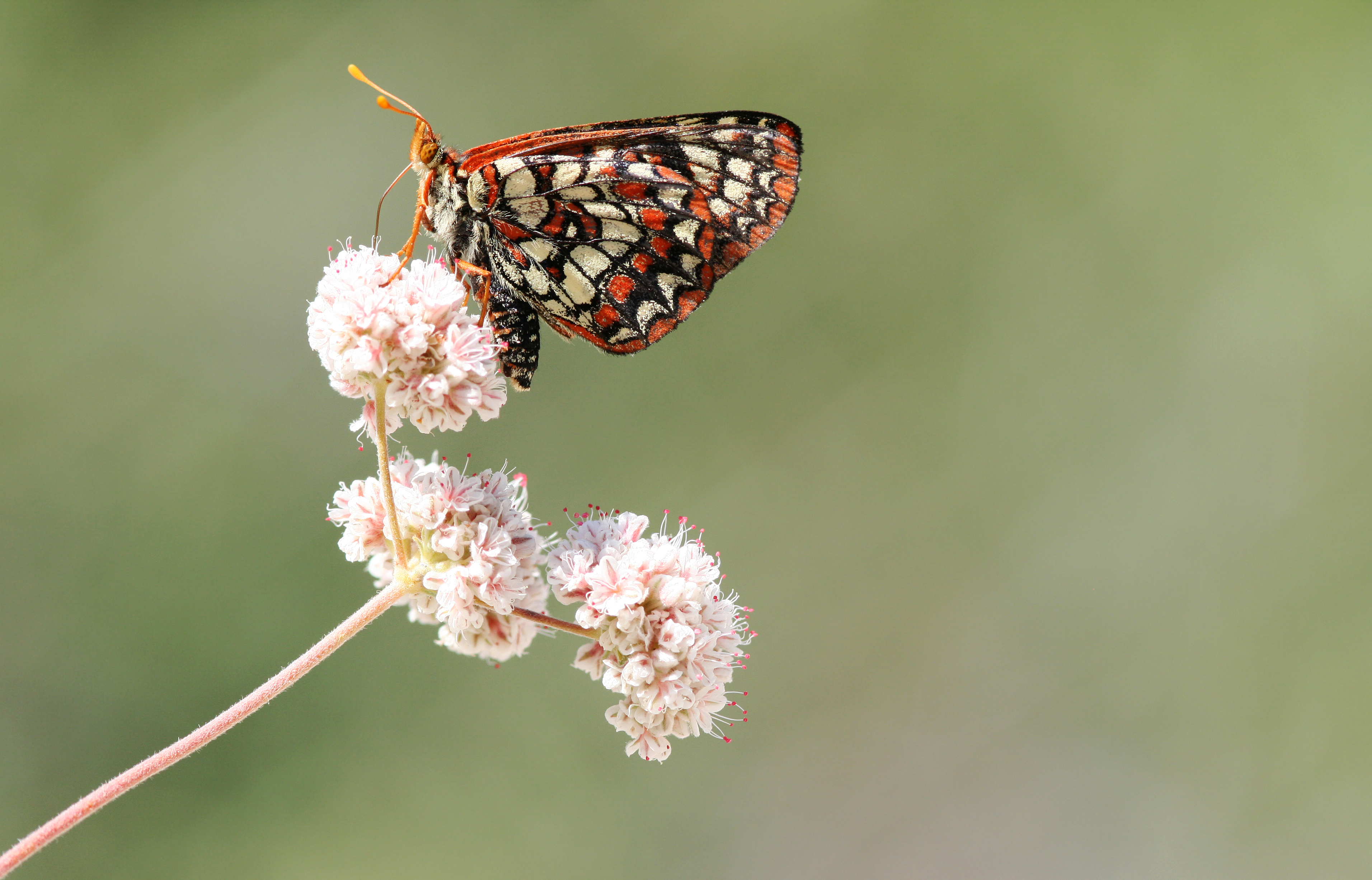
Revers d'Euphydryas chalcedona.

## Description
L’aspect du papillon est très variable. La face supérieure des ailes est noire avec des taches blanches et orangées en forme de damier. La face inférieure est assez semblable mais les colorations sont plus claires. Les ailes antérieures sont étroites et pointues surtout chez le mâle. L’envergure varie entre 32 et 57 mm,.
Euphydryas editha est présent dans la même aire de répartition, est assez proche mais plus petit.
Les chenilles sont elles aussi de diverses couleurs, blanc mat, avec des tubercules épineux noirs, ou noires mouchetées de blanc avec tubercules orange, ou noires à poils blancs et taches orange à la base des tubercules noirs.

## Biologie

### Période de vol et hivernation
Les papillons sont visibles entre mai et juin dans les zones de faibles altitudes tandis qu’au dessus de 1 000 mètres, les papillons sont visibles vers le début juillet.

### Plantes hôtes
Les plantes hôtes de la chenille sont des Plantago, des Lonicera, des Penstemon, (Penstemon antirrhinoides, Penstemon  subserratus) et des Symphoricarpos (les symphorines).

### Défense des prédateurs
Parce qu'ils se nourrissent de ces plantes, les papillons de l'espèce Euphydryas chalcedona contiennent de grandes quantités de catalpol, ce qui les rend peu appétissants pour les prédateurs et sert donc de mécanisme de défense.

## Écologie et distribution
Il est présent dans l'ouest de l'Amérique du Nord, de l’Alaska jusqu’en Basse Californie au Mexique. Il est ainsi présent dans les régions occidentales comprises entre les montagnes Rocheuses et l’océan Pacifique.

### Biotope
Divers biotopes mais souvent présente près des cours d'eau.

### Protection
Pas de statut de protection particulier.